# Дрозд Сергій Миколайович
Сергій Миколайович Дрозд (14 квітня 1990, Мінськ, СРСР) — білоруський хокеїст, центральний нападник. Виступає за «Шахтар» (Солігорськ) у білоруській Екстралізі. 
Виступав за «Локомотив-2» (Ярославль), «Шинник» (Бобруйськ), «Керамін» (Мінськ), «Динамо» (Мінськ), «Трі-Сіті Амерікенс» (ЗХЛ).
У складі національної збірної Білорусі учасник чемпіонатів світу 2010, 2011, 2012, 2015, 2016, 2017, 2018 і 2021 (46 матчів, 0+1). У складі молодіжної збірної Білорусі учасник чемпіонатів світу 2009 (дивізіон I) і 2010 (дивізіон I). У складі юніорської збірної Білорусі учасник чемпіонату світу 2008 (дивізіон I).